# Francia Raisa

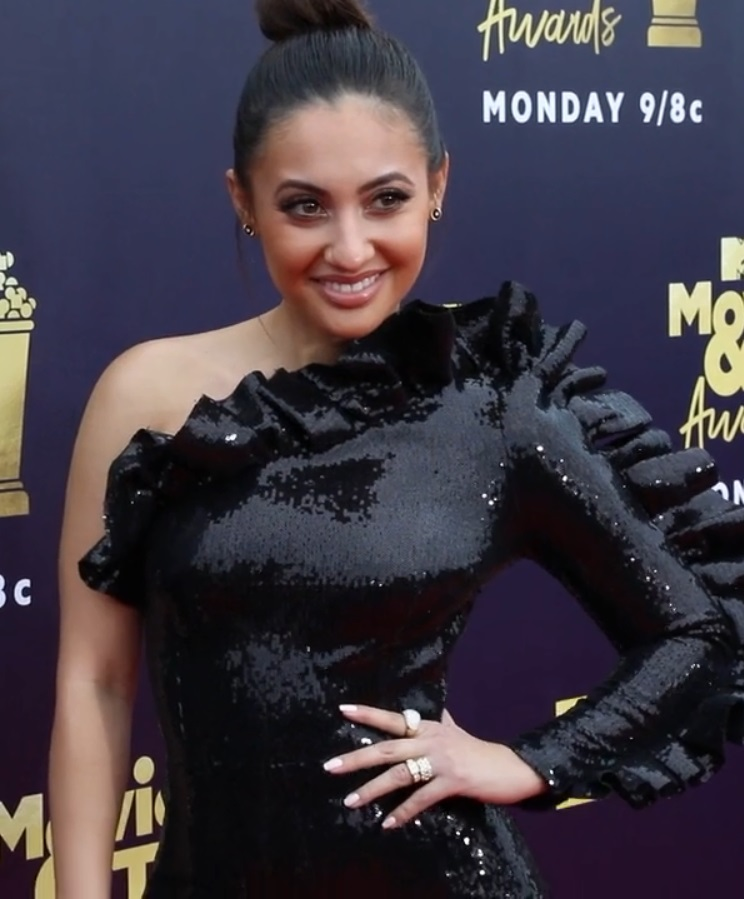
Francia Raisa (2018

Francia Raisa Almendárez (ur. 26 lipca 1988 w Los Angeles) – amerykańska aktorka, która grała m.in. w serialach Tajemnica Amy, Drodzy biali! i Grown-ish.
Wczesne role zagrała m.in. w filmach Dziewczyny z drużyny 3 (Bring It On: All or Nothing), Na ostrzu: Goniąc marzenia (The Cutting Edge 3: Chasing the Dream) i Na ostrzu 4: Ogień i Lód (The Cutting Edge: Fire & Ice).

## Filmografia

### Filmy
- 2006: Dziewczyny z drużyny 3 (Bring It On: All or Nothing) jako Leti
- 2007: Zasady Shreddermana (Shredderman Rules) jako Isabel
- 2008: Na ostrzu: Goniąc marzenia (Cutting Edge 3: Chasing the Dream) jako Alexandra Delgado
- 2008: ASD. Alma sin dueño
- 2009: Ale czad! (Fired Up!) jako Marly
- 2010: Na Ostrzu 4: Ogień i Lód (Cutting Edge: Fire & Ice) jako Alexandra „Alex” Delgado
- 2010: Bulletface jako Maria
- 2013: Chastity Bites jako Katharine
- 2015: Beyond Paradise jako Shahrzad
- 2016: Sekrety Emily Blair jako Tara
- 2017: Dirty Lies jako oficer Ramirez

### Seriale
- 2000: CSI: Kryminalne zagadki Las Vegas (CSI: Crime Scene Investigation) jako Erin Vickler (gościnnie)
- 2005: Odległy front (Over There) jako Sawa (gościnnie)
- 2008: Bez powrotu (In Plain Sight) jako Olivia Moreno/Olivia Morales (gościnnie)
- 2008-2013: Tajemnica Amy (Secret Life of the American Teenager[1]) jako Adrian Lee
- 2017: Drodzy biali! jako Vanessa
- 2018–2024: Grown-ish jako Ana[1]